# 宮下新平
宮下 新平（みやした しんぺい、1968年 - 2015年12月13日）は、日本の男性アニメーション演出家、アニメーション監督。

## 来歴・人物
日本アニメーションで『七つの海のティコ』（演出助手・演出）など、同社作品の演出を多数手がける。『花さか天使テンテンくん』で初監督。日本アニメーション退社後はフリーランスの演出家として大地丙太郎作品などで活躍した。
日本アニメーション40周年記念作品『シンドバッド』（全3部作）のシリーズ監督を務めていたが、第1部「空とぶ姫と秘密の島」の完成披露上映会（2015年7月1日）では、舞台挨拶を「予期せぬ体調不良」で欠席。その後、2015年12月13日に急逝し、本シリーズが遺作となった。第2部「魔法のランプと動く島」と第3部「真昼の夜とふしぎの門」では、ラストに「宮下新平に捧ぐ」というテロップが流された。
2016年、生前の宮下が絵コンテを手がけた『山賊のむすめローニャ』第10話「きょうだいの誓い」が、国際エミー賞・子どもアニメーション部門で最優秀賞を受賞している。また、同年12月18日に偲ぶ会が行われ、大地をはじめ、富岡哲也、金子志津枝など多くの関係者が参加した。

## 参加作品

### テレビアニメ
| 放映年月日                     | タイトル               | 役職                                                        |
| ------------------------------ | ---------------------- | ----------------------------------------------------------- |
| 1994年1月16日 - 12月18日       | 七つの海のティコ       | #1,3,5,7,9,11,14,16,18,20,22,24演出助手 #17,21,26,30,35演出 |
| 1995年1月15日 - 12月17日       | ロミオの青い空         | #2,31絵コンテ #2,4,6,9,12,16,18,20,22,23,24,26,28,30,31演出 |
| 1998年10月10日 - 1999年9月25日 | 花さか天使テンテンくん | 監督                                                        |
| 2014年10月11日 - 2015年3月28日 | 山賊のむすめローニャ   | #6,10,16,19,23絵コンテ                                      |

### 劇場アニメ
| 上映年        | タイトル                                   | 役職           |
| ------------- | ------------------------------------------ | -------------- |
| 2006年3月4日  | 映画ドラえもん のび太の恐竜2006            | 演出           |
| 2008年3月8日  | 映画ドラえもん のび太と緑の巨人伝          | 絵コンテ・演出 |
| 2009年3月7日  | 映画ドラえもん 新・のび太の宇宙開拓史      | 演出           |
| 2012年        | アニメミライ2012『しらんぷり』             | 監督           |
| 2015年7月4日  | シンドバッド 第1部「空とぶ姫と秘密の島」   | 監督           |
| 2016年1月16日 | シンドバッド 第2部「魔法のランプと動く島」 | 監督           |